# 12498 Дражеско
12498 Дражеско  (12498 Dragesco) — астероїд головного поясу, відкритий 26 березня 1998 року.
Тіссеранів параметр щодо Юпітера — 3,299.